# Treasure EP.2: Zero to One
Treasure EP.2: Zero to One è il secondo EP della boy band sudcoreana Ateez, pubblicato nel 2019.

## Tracce
1. HALA HALA (Hearts Awakened, Live Alive) – 3:22 (Eden, Buddy, Leez, HLB, Hongjoong, Mingi)
2. Say My Name – 3:42 (Eden, Buddy, Leez, HLB, Hongjoong, Mingi)
3. Desire – 3:54 (Eden, Buddy, Leez, HLB, Hongjoong, Mingi)
4. Light – 3:38 (Eden, Buddy, Leez, HLB, Hongjoong, Mingi)
5. Promise – 3:15 (Eden, Buddy, Leez, HLB, Hongjoong, Mingi)
6. From (CD) – 3:10 (KQ Fellaz 1)